# Tratatul de la Andelot

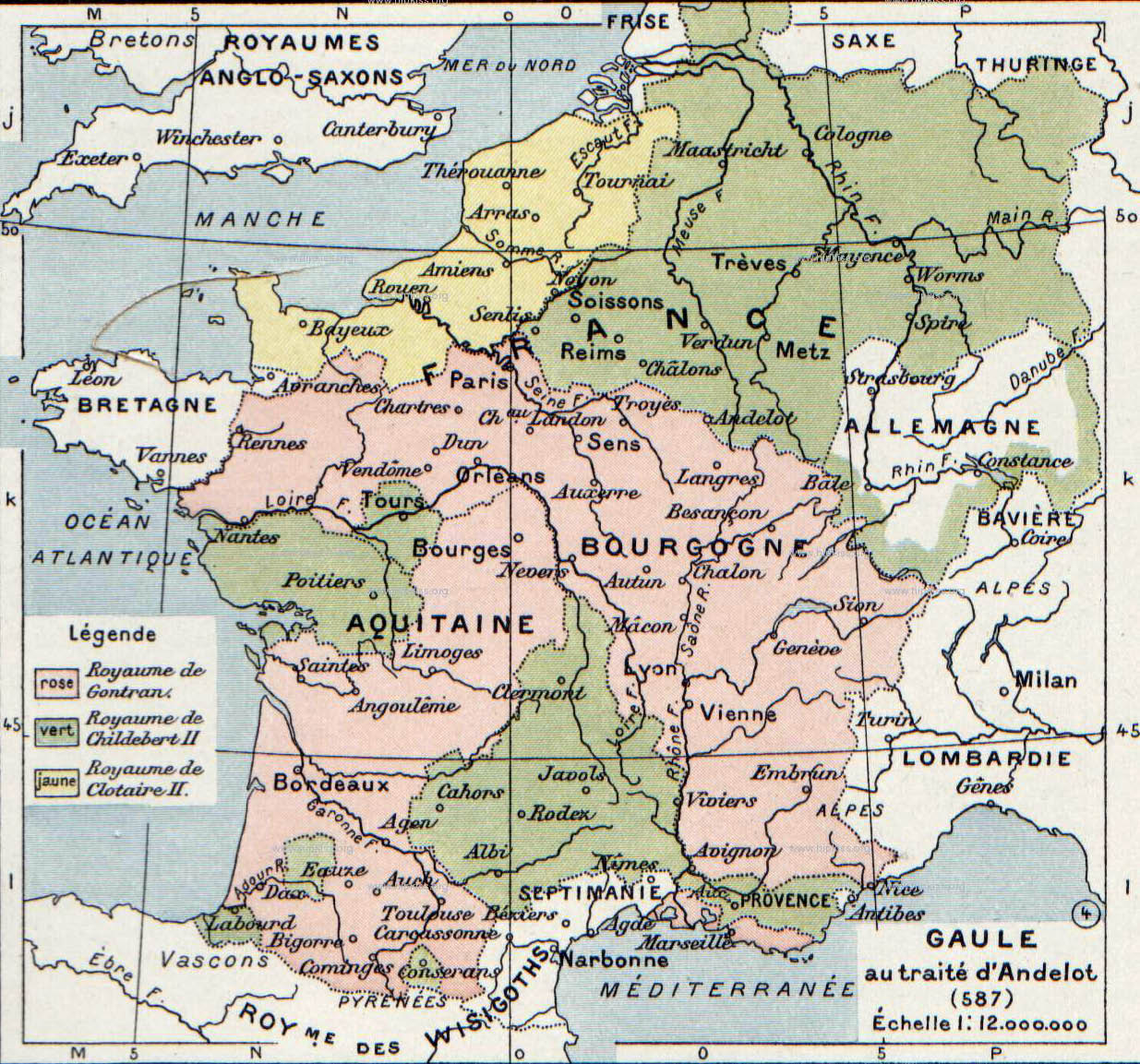
Împărţirea Galiei după tratatul de la Andelot

Tratatul de la Andelot sau Pactul de la Andelot a fost un tratat de pace semnat la Andelot-Blancheville în 587 între regele Guntram al Burgundiei și regina Brunhilda a Austrasiei. Conform termenilor contractului, Brunhilda a fost de acord ca fiul ei, Childebert al II-lea, să fie adoptat de Guntram ca succesor al său și să se alieze cu Childebert. Grigorie de Tours a scris în lucrarea sa, Historia Francorum, că, în al treisprezecelea an al lui Childebert, el a mers la o ambasadă pentru regele de la Metz la Chalons pentru a-l întâlni pe Guntram, care a pretins că promisiunile anterioare au fost sparte. Tratatul a adus cu privire la cedarea orașului Tours de către Guntram lui Childebert. Un acord a fost furnizat în scris și Grigorie a păstrat textul tratatului în istoria sa.

## Comemorare
- În 1987, oficiile poștale franceze au emis un timbru pentru a comemora 1400 de ani de la semnarea tratatului.